# Patrice Warrener

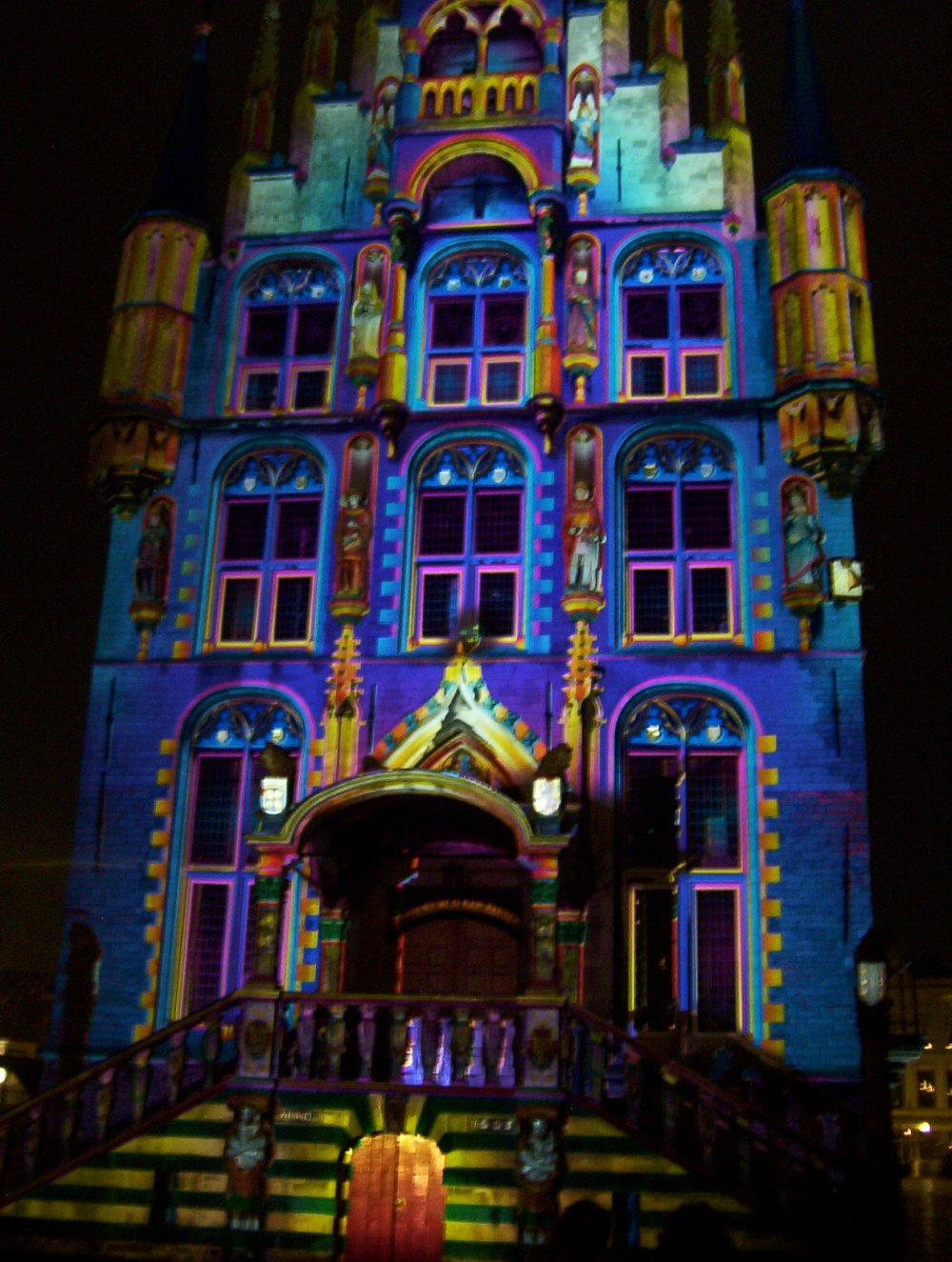
Stadhuis van Gouda, eerste projectie

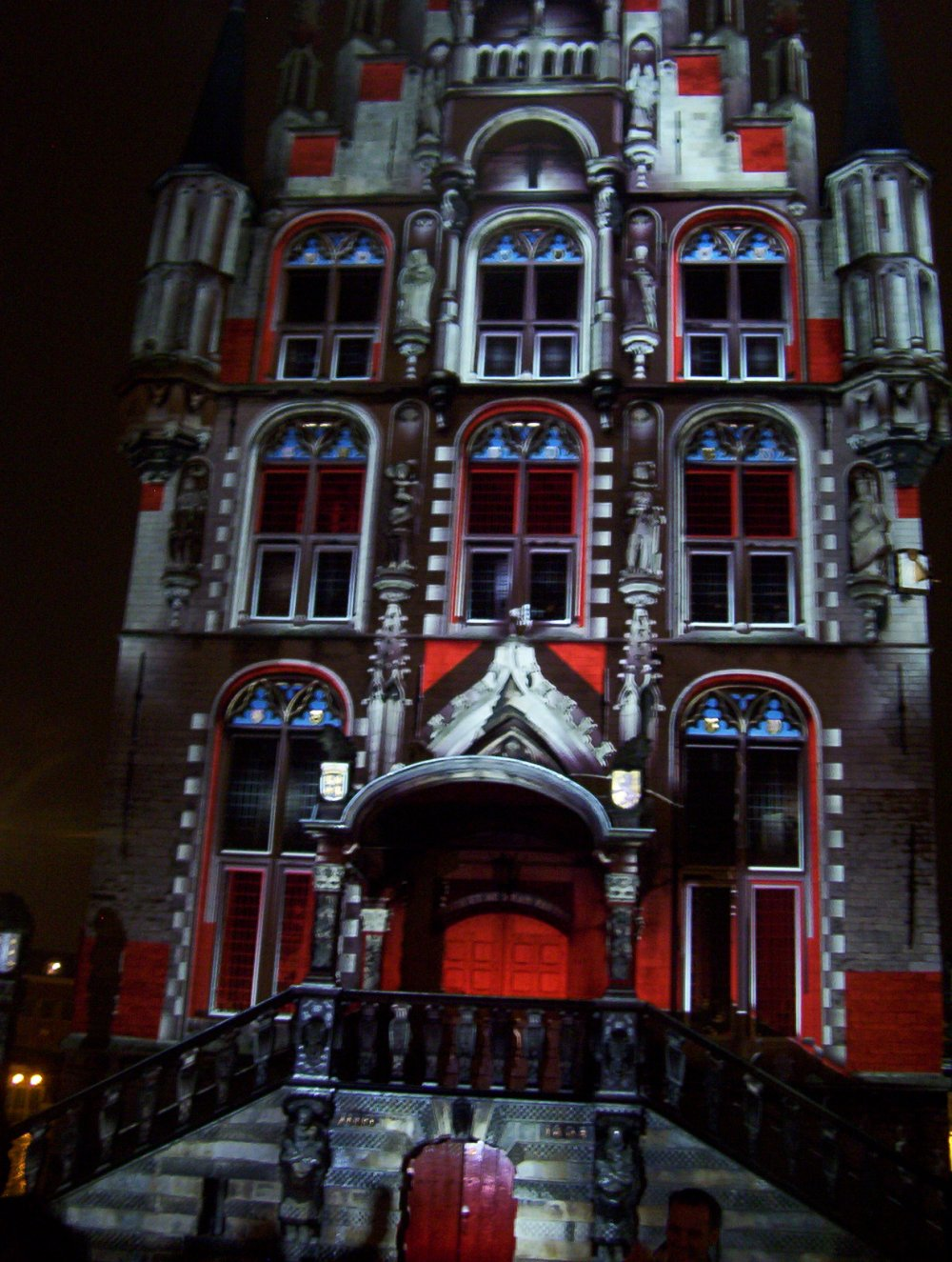
Stadhuis van Gouda, tweede projectie

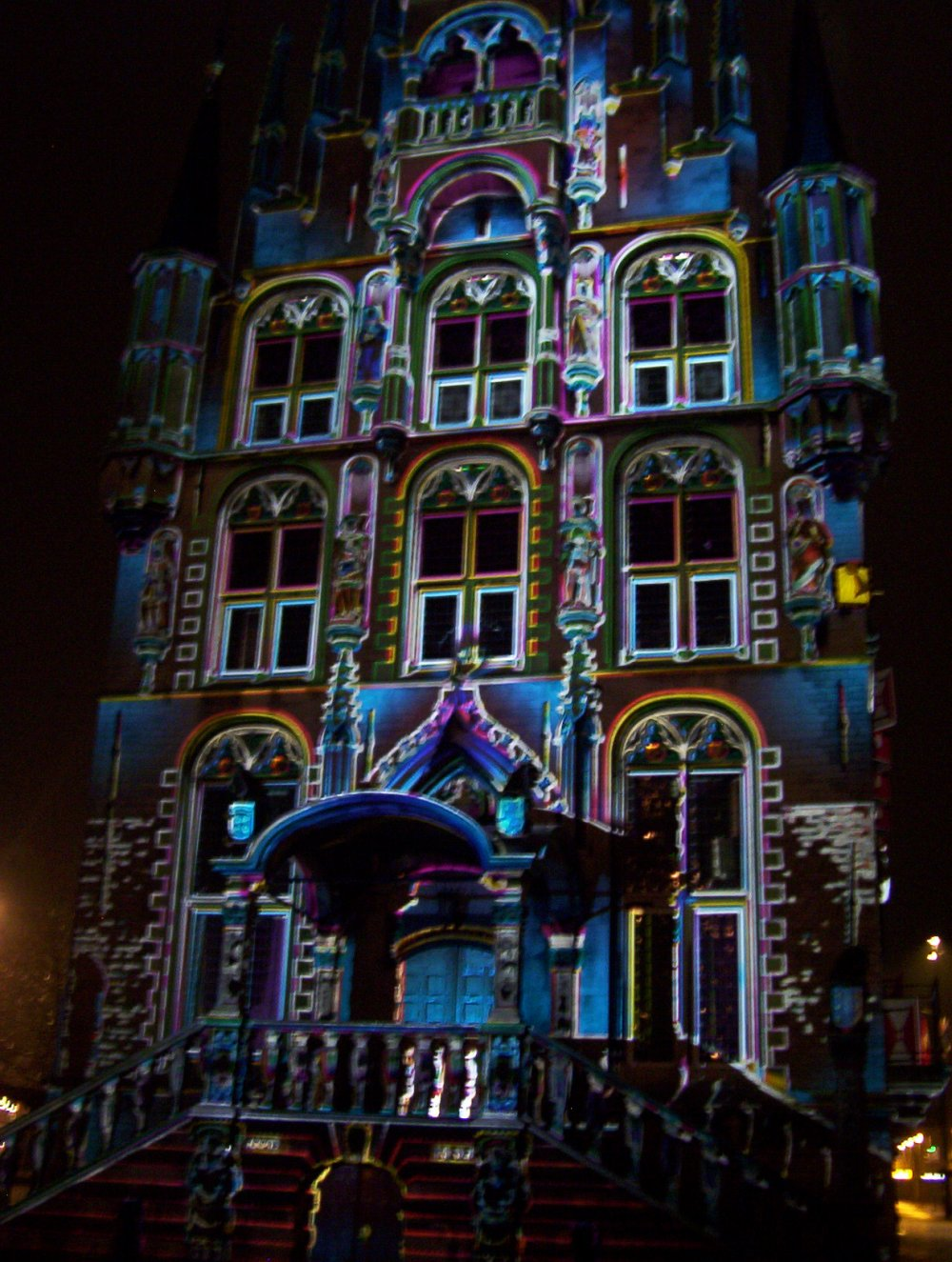
Stadhuis van Gouda, derde projectie

Patrice Warrener is een Franse 'lichtkunstenaar', die   wereldberoemd is geworden met zijn Chromolithe-kunstwerken.
Warrener heeft ruime ervaring met het in het licht zetten van bijzondere gebouwen. Hij deed tot ultimo 2004 al 50 projecten, onder meer in Frankrijk, Japan, Australië en Singapore. Van Sydney tot Kuala Lumpur en van Lyon tot Londen, overal wist hij bestaande architectuur een totaal nieuwe aanzicht te geven. 
Zoals de beroemde kunstenaar Christo gebouwen en bruggen inpakt met doek en touw, zo ‘verpakt’ Warrener gebouwen met licht. Van 16 tot en met 24 december 2004 beleefde Gouda de Nederlandse primeur. 
Warrener was naar Gouda gehaald om de voorzijde van het stadhuis op unieke wijze in het licht te zetten. 
Het is het meest karakteristieke gebouw van de stad en Warrener liet zich bij zijn eerste bezoek aan Gouda ontvallen:  “Dat is met afstand het mooiste gebouw dat ik ooit in het licht mocht zetten”. 
Het stadhuis werd als het ware een lichtkunstwerk. Het stadhuis veranderde elk uur driemaal van gedaante alsof er muurschildering overheen was gekomen. 
Deze belichting van het Goudse stadhuis was de slotmanifestatie van 'Verhalen van Steden', een project van de provincie Zuid-Holland in samenwerking met zeven steden in de provincie.
Binnen het project kon elk van die steden de eigen cultuur en historie extra benadrukken. Projectleider Saskia Goëken had het werk van Warrener in 1998 in Melbourne gezien en bracht hem voor het eerst naar Nederland.
Het was de bedoeling dat alle stadhuizen van de deelnemende steden in het licht zouden komen te staan. 
Maar door bezuinigingen ging dat niet door.
In juli van 2004 is Warrener met een speciale camera in de weer geweest op de Mark in Gouda. Hij heeft daarbij een grote foto gemaakt van de voorkant van het monumentale vroeg-gotische stadhuis. In september bracht hij vervolgens drie weken achter zijn computer door. Zo werkte hij achter zijn beeldscherm aan de platen van 20 bij 20 centimeter, die in twee projectoren werden geschoven. Niet zomaar een spot, maar een uitgekiende computergestuurde belichting die het stadhuis veranderde in een veelkleurig gebouw. De twee beamers - met lampen van 6000 watt - stonden aan beide zijden op de Markt.
In 2005 en 2008 is Warrener nogmaals naar Gouda gekomen om het stadhuis aan te lichten.
Warrener wordt vaak gevraagd om historische panden te belichten. 
Door de kleurige belichting krijgt elk detail van de architectuur nadruk. 
Daardoor ga je ook met heel andere ogen naar het stadhuis kijken. 
Zeker mensen die er vaak langs komen, zullen het gebouw ineens heel anders ervaren. 
Warrener was ook de eerste die halverwege de jaren zeventig een lasershow introduceerde in de muziekwereld. 
Samen met de Engelse muzikant Tim Blake en pionier van de elektronische muziek, maakte hij in 1976 'The Crystal Machine'. 
Het succes daarvan was groot. 
Elektronische muziek is inmiddels niet meer weg te denken uit de popmuziek en lasershows staan op het programma van menig festiviteit.